# منیرالدین بیروتی
منیرالدین بیروتی (زاده ۱۳۴۹) یک رمان‌نویس و نویسندهٔ معاصر ایرانی است.

## زندگی‌نامه
منیرالدین بیروتی در خرداد ۱۳۴۹ در بغداد به دنیا آمد. اولین داستان کوتاه او در ۱۳۷۶ در مجلهٔ آدینه چاپ شد. پس از آن در چندین مجلهٔ ادبی در تهران و شهرستان‌ها مانند معیار، عصر پنجشنبه کارهایی از او چاپ شد؛ و چند مجموعه داستان کوتاه و رمان تا کنون از او منتشر شده‌است.

## جوایز
منیرالدین بیروتی توانسته‌است دوبار جایزه ادبی گلشیری را از آن خود کند؛ یک بار برای مجموعه‌داستان تک‌خشت، در سال ۱۳۸۳ و بار دیگر برای رمان چهار درد، سال ۱۳۸۵.
- ۱۳۸۳ - جایزه بهترین مجموعه داستان اول دورهٔ چهارم جایزهٔ هوشنگ گلشیری (دو اثر):
  - مجموعه داستان تک‌خشت نوشته منیرالدین بیروتی
  - نهست نوشتهٔ ابراهیم دمشناس.
- ۱۳۸۵ - جایزهٔ بهترین رمان دورهٔ ششم جایزهٔ هوشنگ گلشیری (دو اثر):
  - رمان چهار درد نوشته منیرالدین بیروتی
  - رؤیای تبت نوشتهٔ فریبا وفی.

## کتابشناسی
- فرشته (مجموعه‌داستان)، ۱۳۷۷، ناشر-مؤلف.[۳]
- تک خشت و چند داستان دیگر (مجموعه‌داستان)، ۱۳۸۲ (تجدید چاپ: ۱۳۸۳، ۱۳۹۶)، انتشارات ققنوس، شابک ‎۹۷۸-۹۶۴-۳۱۱-۴۳۳-۶.[۱][۴]
- چهار درد (رمان)، ۱۳۸۴، انتشارات ققنوس.[۱] شابک ‎۹۷۸-۹۶۴-۳۱۱-۵۸۸-۳. این کتاب غیرمجاز تشخیص داده شد و چاپ دوم‌اش اجازه انتشار پیدا نکرد.[۵][۶]
- دارند در می‌زنند (مجموعه‌داستان)، ۱۳۸۶، انتشارات ققنوس، شابک ‎۹۷۸-۹۶۴-۳۱۱-۷۰۴-۷.[۱][۷]
- رضا عباسی (سرگذشتنامه)، ۱۳۸۶ (تجدید چاپ: ۱۳۹۱)، انتشارات مدرسه، شابک ‎۹۷۸-۹۶۴-۳۸۵-۷۷۰-۷.[۸]
- سلام مترسک (رمان)، ۱۳۸۸، انتشارات نیلوفر.[۹][۱۰]
- سلمان فارسی (سرگذشتنامه)، ۱۳۸۹ (تجدید چاپ: ۱۳۹۰، ۱۳۹۱)، انتشارات مدرسه، شابک ‎۹۷۸-۹۶۴-۰۸-۰۲۵۳-۳.[۱۱]
- ماهو (رمان)، ۱۳۹۴، انتشارات نیلوفر، شابک ‎۹۷۸-۹۶۴-۴۴۸-۶۴۴-۹.[۱][۱۲]
- آرام در سایه (مجموعه‌داستان)، ۱۳۹۴، انتشارات نیلوفر، شابک ‎۹۷۸-۹۶۴-۴۴۸-۶۱۳-۵.[۱][۱۳]
- بحر و نهر (رمان)، ۱۳۹۸، انتشارات نیلوفر، شابک ‎۹۷۸-۹۶۴-۴۴۸-۷۹۰-۳.[۱۴]
- بوی مار (خاطرات)، ۱۳۹۹ (تجدید چاپ: ۱۴۰۰)، نیماژ، شابک ‎۹۷۸-۶۰۰-۳۶۷-۴۹۴-۳.[۱۵]
- غزل سیب (مجموعه‌داستان)، ۱۴۰۰، نیماژ، شابک ‎۹۷۸-۶۰۰-۳۶۷-۷۱۵-۹.[۱۶]
- حدوث نقطه‌ها (مجموعه‌داستان)، نیلوفر، ۱۴۰۱، شابک ‎۹۷۸-۶۲۲-۷۷۲۰-۳۵-۸.[۱۷]
- رگ قلع (رمان)، ۱۴۰۲، انتشارات نیلوفر، شابک ‎۹۷۸-۶۲۲-۷۷۲۰-۸۵-۳.[۱۸]

### ترجمه
- مرد سپید (مجموعه شعر)، تیتون، فاطمه؛ ۱۳۷۷، فرهنگ ایلیا، شابک ‎۹۷۸-۹۶۴-۲۵۳۵-۳۹-۲.[۱۹]

### مصاحبه
- سخن آینه‌ها (۱)، ۱۳۸۶، یکتا، الهام؛ فرهنگ ایلیا، شابک ‎۹۷۸-۹۶۴-۲۵۳۵-۳۹-۲.[۲۰]